# PGC 1218154
LEDA/PGC 1218154 ist eine Galaxie im Sternbild Jungfrau am Nordsternhimmel. Sie ist schätzungsweise 1,8 Milliarden Lichtjahre von der Milchstraße entfernt. Im selben Himmelsareal befindet sich u. a. die Galaxie NGC 5725. 